# Marmosa paraguayana
La marmosa paraguaya (Thylamys sponsorius) es una especie de marsupial didelfimorfo de la familia Didelphidae propio de Sudamérica. Se encuentra en el sur y sudeste de Brasil, toda la mitad oriental de Paraguay y el extremo nordeste de la Argentina. Vive en ambientes boscosos y en bosques regenerados y plantados, incluyendo también los bosques fragmentarios que han quedado tras la fuerte deforestación de la región que habitan. Se alimentan principalmente de insectos.
Anteriormente fue asignada al género Micoureus, que en la actualidad es considerado un subgénero de Marmosa a partir de 2009.
Si bien la supervivencia de la especie está considerada como fuera de peligro, su hábitat ha sufrido profundas transformaciones por la destrucción de los bosques nativos para dedicarlos a la agricultura y la urbanización.